# Jaderná elektrárna Lemóniz
Jaderná elektrárna Lemóniz (španělsky Central nuclear de Lemóniz) je nedokončenou jadernou elektrárnou na severu Španělska. nachází se v Baskickém autonomním společenství v provincii Biskajsko. Mělo jít o jednu z jaderných elektráren španělského programu jaderné energie, ale v roce 1984 byla výstavba z různých důvodů zastavena. Měla disponovat dvěma tlakovodními reaktory s hrubým výkonem 930 MW každý. Elektrárnu budovala a měla provozovat společnost Iberduero, předchudce dnešní společnosti Iberdola.

## Historie a technické informace

### Počátky
Jedním z důvodů, proč byla ve Španělsku zvolena jaderná energetika, byl nedostatek energetických zdrojů, konkrétně nedostatek a špatná kvalita uhlí. Tento nedostatek tlačil energetický systém do deficitu a jeho závislosti na zahraničí. V meziválečném období začal rozvoj vodní energie, kdy byly budovány velké přehrady a vodní elektrárny, ale po roce 1939, kdy proběhla občanská válka a volby vyhrál Francisco Franco, trpělo Španělsko spojeneckou blokádou, což způsobovalo časté výpadky elektrické energie.
V 60. letech 20. století schválil Franco první národní energetický plán a rozhodl, aby Španělsko vstoupilo do jaderného věku. Jeho plán zahrnoval 41 jaderných elektráren a pro Baskicko byly zvažovány 4 jaderné elektrárny; Lemóniz, Deva, Ispáster a Vergara.

#### Elektrárna Lemóniz
Elektrárna začala být plánována 15. listopadu 1971 ještě za diktatury Francisca Franca, kdy ředitelé společností Iberduero a Hidroeléctrica Española informovali ministra průmyslu Josého Maríu Lopéze de Letona o ochotě podniknout výstavbu jaderné elektrárny. Plánovány byly dva tlakovodní reaktory o výkonu přibližně 1000 MW každý.

### Výstavba
Práce na staveništi začaly již v roce 1972 bez potřebných povolení. Stavbu závodu od počátku zpochybňovalo široké ekologické hnutí a především obyvatelé a městské rady v okolí. Na politické úrovni lze říci, že nejsilnější opozicí elektrárny byly nacionalistické levicové organizace, jako jsou Euskadiko Ezkerra nebo Herri Batasuna.
Výstavba obou bloků započala dne 14. března 1974. Jde o tlakovodní třísmyčkové reaktory Westinghouse M312 o hrubém výkonu 930 MW každý. Do sítě by každý z nich odesílal 883 MW.
Mezi lety 1975 a 1976, na pozadí ropné krize, uprostřed politické transformace a s velmi napjatým politickým klimatem v Baskicku, se protijaderné opozici podařilo zastavit projekty Deva a Ispáster, zatímco provinční rada Navarry odmítla jadernou elektrárnu Vergara. Lemóniz se tak stal jedinou jadernou elektrárnou v Baskicku, jež nebyl zastaven a výstavba pokračovala dále.
Proti elektrárně Lemóniz se postavil spolek nazývaná Komise pro obranu nejaderného baskického pobřeží, které se podařilo získat více než 150 tisíc podpisů. Později v srpnu 1976 proběhly masivní demonstrace proti elektrárně, které čítaly i 50 tisíc osob. 14. července 1977 proběhla vůbec největší demonstrace, na které se sešlo téměř 200 tisíc lidí vyjádřit svůj nesouhlas s právě probíhající výstavbou jaderné elektrárny.

### Teroristické útoky
V podobné době se tehdejší teroristická skupina ETA rozhodla jednat. Připojila se k protijaderným protestům a vzbudila velkou podporu veřejnosti, čímž vstoupila do boje proti jaderné elektrárně. 18. prosince 1977 se rozhodla na staveniště jaderné elektrárny zaútočit. Nejprve pouze na ochranku elektrárny, 17. března 1978 dokonce na samotnou elektrárnu, kdy do reaktorové haly umístili bombu. Následný výbuch způsobil vážné materiální škody a dvě úmrtí pracovníků a další dvě zranění. Tím však útoky neskončily, protože 13. června 1979 se skupině ETA podařilo umístit druhou bombu, tentokrát do turbínové haly. Výbuch zabil jednoho pracovníka a způsobil, že turbogenerátor se stal nepoužitelným.
Kromě bombových útoků byl během výstavby skupinou ETA například v roce 1981 unesen a následně zavražděn José María Ryan Estrada, hlavní inženýr projektu jaderné elektrárny. ETA požadovala demolici elektrárny, ale nebylo ji vyhověno. V roce 1982 došlo k zavraždění dalšího inženýra, Ángela Pascuala Múgici, který zmizel, když se chystal jít ráno do práce.

### Ukončení projektu
Po útocích a vraždách byl projekt zcela paralyzován. V září 1982 převzala ústřední vláda prostřednictvím intervenčního výnosu pokračování a provádění prací na Lemóniz ze strany státu. O měsíc později však PSOE vyhrála všeobecné volby a stavbu neobnovila.
V roce 1984 vláda nařídila jaderné moratorium, které vedlo k zastavení prací jak v Lemónizu, tak ve dvou dalších jaderných elektrárnách, které byly zrovna ve výstavbě, nebo se k ní schylovalo, šlo o Valdecaballeros a Sayago.
Elektrárna byla v době zastavení prací téměř dokončena, první blok čekal na zavezení paliva do aktivní zóny a druhý blok byl téměř hotový po stránce konstrukčních prací. Po roce 1984 bylo zváženo přestavbu na elektrárnu s kombinovaným cyklem nebo zábavní park. Společnost, která elektrárnu vlastní, prodávala postupně veškeré instalované zařízení. Po roce 2000 zbyl z elektrárny pouhý železobetonový skelet.

## Informace o reaktorech
| Reaktor   | Typ reaktoru      | Výkon  | Výkon  | Zahájení výstavby | Připojení k síti               | Uvedení do provozu             | Uzavření |
| Reaktor   | Typ reaktoru      | Čistý  | Hrubý  | Zahájení výstavby | Připojení k síti               | Uvedení do provozu             | Uzavření |
| --------- | ----------------- | ------ | ------ | ----------------- | ------------------------------ | ------------------------------ | -------- |
| Lemóniz-1 | Westinghouse M312 | 883 MW | 930 MW | 14. 3. 1974       | výstavba zrušena 1. dubna 1984 | výstavba zrušena 1. dubna 1984 |          |
| Lemóniz-2 | Westinghouse M312 | 883 MW | 930 MW | 14. 3. 1974       | výstavba zrušena 1. dubna 1984 | výstavba zrušena 1. dubna 1984 |          |